# 番龙眼属
番龙眼属（学名：Pometia）是无患子科下的一个属，为乔木植物。该属共有8种，分布于亚洲东南部。

## 物种
本属包括以下物种：
- 番龙眼